# Armand Toussaint

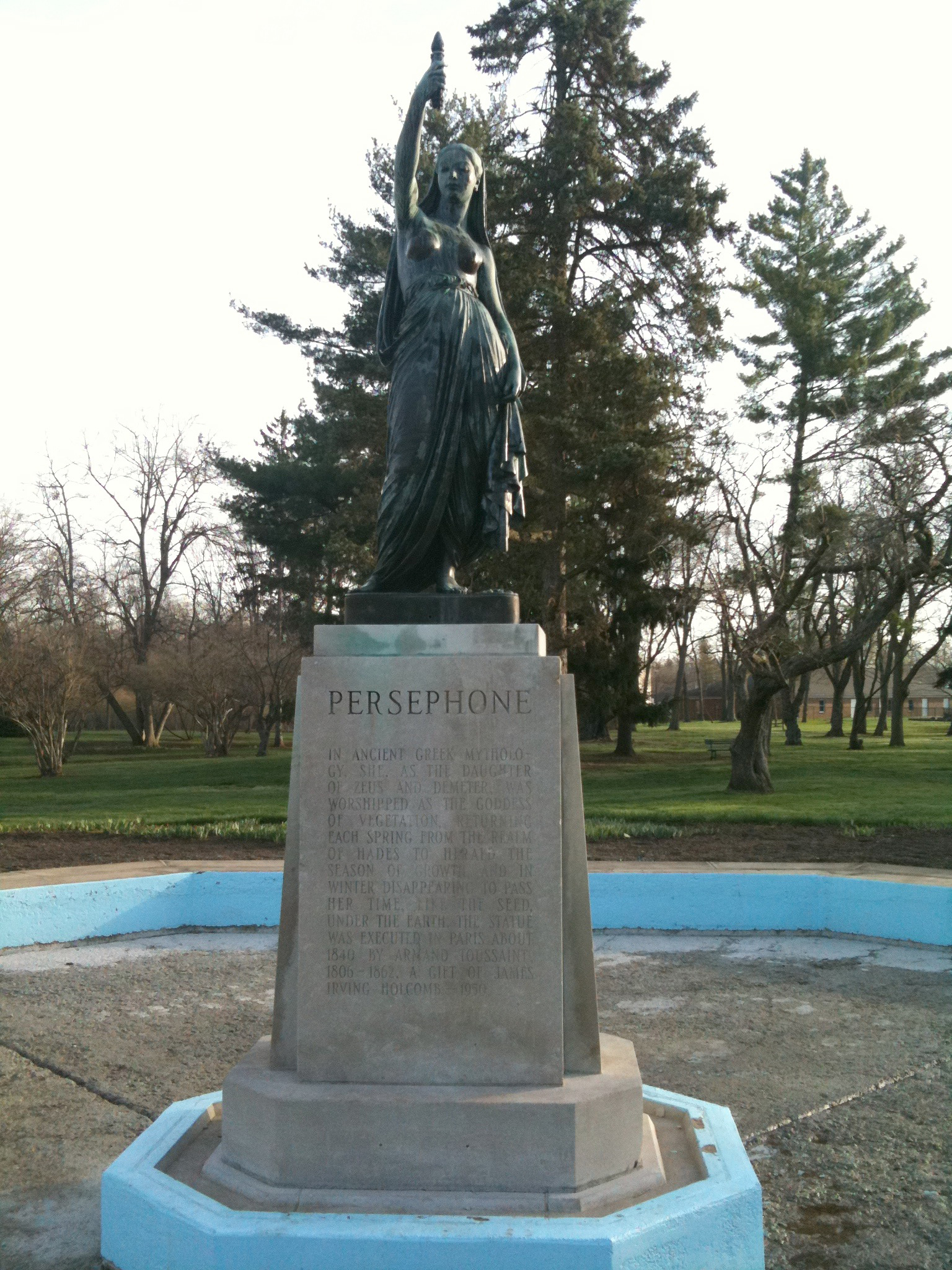
Persephone von Armand Toussaint (1840). Stehende weibliche Figur auf einem Kalksteinsockel in der Mitte eines achteckigen Betonbeckens. Die Figur der Persephone ist von der Taille abwärts drapiert. Ihre rechte Hand ist erhoben und hält eine brennende Fackel

François Christophe Armand Toussaint (* 7. April 1806 in Paris; † 24. Mai 1862 ebenda) war ein französischer Bildhauer des 19. Jahrhunderts. Er ist bekannt für seine allegorischen und religiösen Skulpturen sowie für seine Beiträge zur Restaurierung von Skulpturen bedeutender Pariser Bauwerke.

## Leben
Armand Toussaint wurde in Paris als Sohn eines Schlossers geboren. 1827 trat er in die École des Beaux-Arts ein und studierte unter David d’Angers. 1832 gewann er den zweiten Prix de Rome für sein Werk Capanée foudroyé sous les murs de Thèbes (Kapaneus, der unter den Mauern Thebens vom Blitz getroffen wurde). Zwischen 1836 und 1850 stellte er regelmäßig im Pariser Salon aus und erhielt 1839 eine Medaille dritter Klasse für Jésus Christ environné de petits enfants (Jesus Christus umgeben von kleinen Kindern) und 1847 eine Medaille zweiter Klasse für Une esclave indienne portant une torche (eine indische Sklavin, die eine Fackel trägt).
Armand Toussaint war Professor für Bildhauerei an der École des Beaux-Arts und führte zahlreiche öffentliche und kirchliche Aufträge aus. Um 1850 war er an der Restaurierung der Skulpturen der Kathedrale Notre-Dame de Paris beteiligt, die während der Französischen Revolution zerstört worden waren. 1852 wurde er zum Ritter der Ehrenlegion ernannt. Toussaint starb am 24. Mai 1862 in Paris und wurde auf dem Friedhof Montmartre beigesetzt. Sein Grab ziert ein Bronzemedaillon seines Schülers Charles Gumery.

## Werk

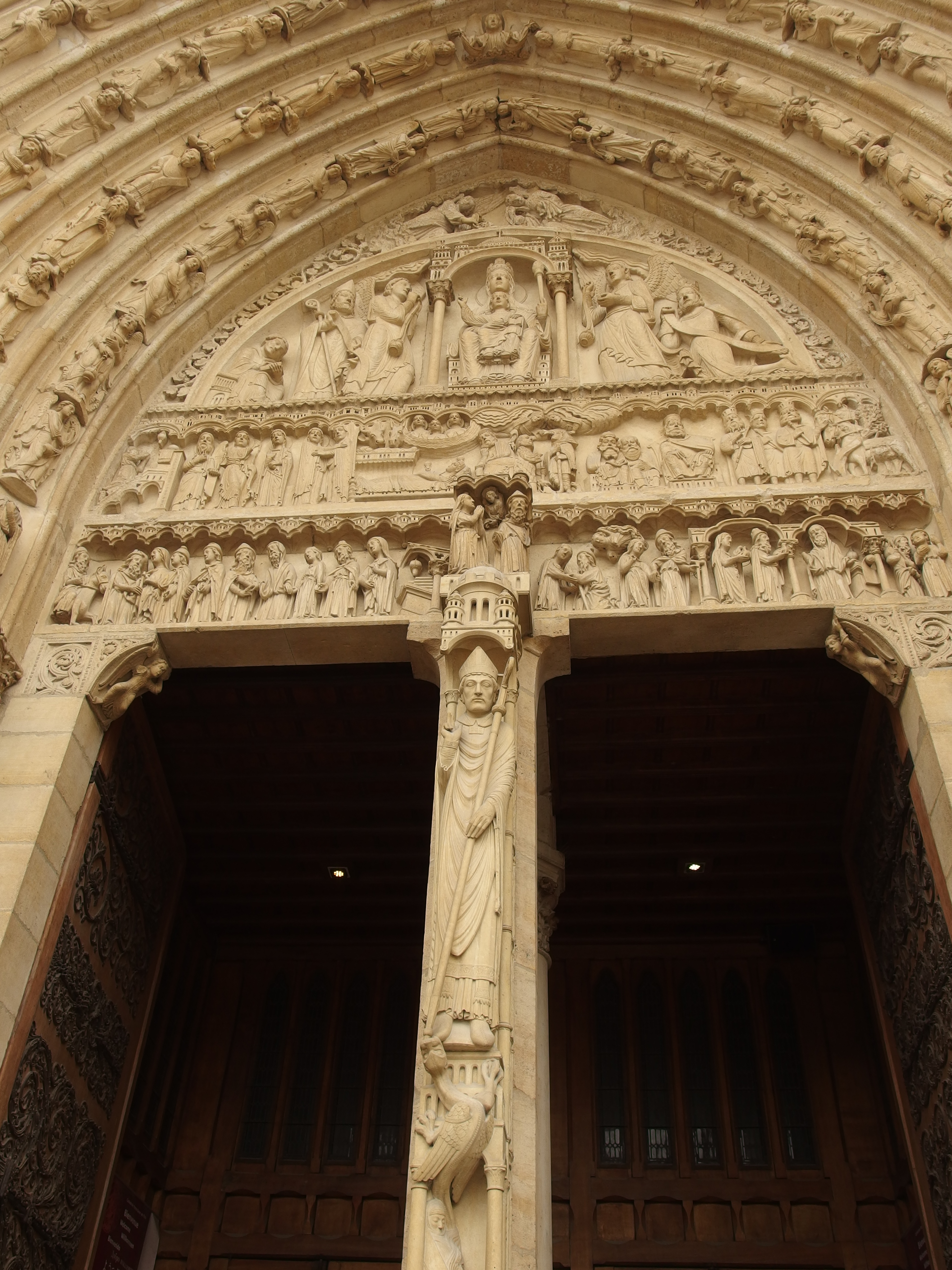
Trumeau des Portail Sainte Anne, Notre-Dame de Paris

Armand Toussaints Werk zeichnet sich durch eine Mischung aus klassizistischen und romantischen Elementen aus. Zu seinen bekanntesten Werken zählen:
- Deux Indiens portant des torches: Diese beiden Bronzestatuen, ein männlicher und ein weiblicher indischer Sklave mit Fackeln, wurden erstmals 1847 als Gipsmodelle im Salon ausgestellt und 1850 in Bronze gegossen. Sie wurden vom französischen Innenministerium für den Palais de l’Élysée erworben.
- Perséphone: Bronzestatue der griechischen Göttin Persephone, geschaffen um 1840, heute in den Holcomb Gardens der Butler University in Indianapolis, USA.